# KLM Open 2015
Het KLM Open is een jaarlijks golftoernooi van de Europese PGA Tour. De 23e editie werd van 10 tot en met 13 september 2015 op de Kennemer Golf & Country Club gespeeld. Titelverdediger was de Engelsman Paul Casey. Het prijzengeld was weer € 1.800.000. Toernooidirecteur was Daan Slooter. Het toernooi werd gewonnen door Thomas Pieters. Hij was de eerste Belgische winnaar van het KLM Open sinds 1953.

## Baan
De par van de baan was 70. De Kennemer Golf & Country Club heeft drie lussen van negen holes; voor dit toernooi werd een compositiebaan gemaakt. De normale driving range werd tijdens het toernooi als parkeerplaats gebruikt.
| Hole   | 1   | 2   | 3   | 4   | 5   | 6   | 7   | 8   | 9   | Out  | 10  | 11  | 12  | 13  | 14  | 15  | 16  | 17  | 18  | In   | Totaal |
| ------ | --- | --- | --- | --- | --- | --- | --- | --- | --- | ---- | --- | --- | --- | --- | --- | --- | --- | --- | --- | ---- | ------ |
| Meters | 397 | 521 | 135 | 365 | 383 | 332 | 514 | 203 | 382 | 3232 | 409 | 144 | 480 | 342 | 351 | 149 | 432 | 155 | 363 | 2825 | 6057   |
| Yards  | 434 | 570 | 148 | 399 | 419 | 363 | 562 | 222 | 418 | 3535 | 447 | 158 | 525 | 374 | 384 | 163 | 473 | 170 | 397 | 3091 | 6626   |
| Par    | 4   | 5   | 3   | 4   | 4   | 4   | 5   | 3   | 4   | 36   | 4   | 3   | 5   | 4   | 4   | 3   | 4   | 3   | 4   | 34   | 70     |

## Resultaten
| Speler              | R2D | OWGR | Ronde 1 | Ronde 1 | Ronde 1 | Ronde 2 | Ronde 2 | Ronde 2 | Ronde 2 | Ronde 3 | Ronde 3 | Ronde 3 | Ronde 3 | Ronde 4 | Ronde 4 | Ronde 4 | Ronde 4 |
| ------------------- | --- | ---- | ------- | ------- | ------- | ------- | ------- | ------- | ------- | ------- | ------- | ------- | ------- | ------- | ------- | ------- | ------- |
| Thomas Pieters      | 54  | 214  | 68      | -2      | T43     | 66      | -4      | -6      | T19     | 62      | -8      | -14     | 4       | 65      | -5      | -19     | 1       |
| Lee Slattery        | 66  | 197  | 66      | -4      | T18     | 65      | -5      | -9      | T5      | 63      | -7      | -16     | T1      | 68      | -2      | -18     | T2      |
| Eduardo de la Riva  | 67  | 430  | 66      | -4      | T18     | 66      | -4      | -8      | T12     | 67      | -3      | -11     | T9      | 63      | -7      | -18     | T2      |
| Rafa Cabrera Bello  | 39  | 95   | 65      | -5      | T12     | 66      | -4      | -9      | T5      | 63      | -7      | -16     | T1      | 71      | +1      | -15     | T7      |
| Paul Lawrie         | 88  | 275  | 61      | -9      | T1      | 71      | +1      | -8      | T12     | 63      | -7      | -15     | 3       | 71      | +1      | -14     | T10     |
| Wade Ormsby         | 100 | 216  | 61      | -9      | T1      | 68      | -2      | -11     | T2      | 68      | -2      | -13     | T5      | 69      | -1      | -14     | T10     |
| Soren Kjeldsen      | 14  | 67   | 64      | -6      | T9      | 64      | -6      | -12     | 1       | 71      | +1      | -11     | T9      | 68      | -2      | -13     | T12     |
| Joost Luiten        | 40  | 66   | 63      | -7      | T4      | 71      | +1      | -6      | T19     | 68      | -2      | -8      | T25     | 67      | -3      | -11     | T23     |
| Richard Bland       | 96  | 331  | 62      | -8      | 3       | 70      | par     | -8      | T12     | 70      | par     | -8      | T25     | 68      | -2      | -10     | T30     |
| Matthew Fitzpatrick | 37  | 114  | 71      | +1      | T102    | 60      | -10     | -9      | T5      | 71      | +1      | -8      | T25     | 68      | -2      | -10     | T30     |
| David Horsey        | 49  | 138  | 63      | -7      | T4      | 66      | -4      | -11     | T2      | 71      | +1      | -10     | T15     | 70      | par     | -10     | T30     |
| Tom Watson          | =   | 1231 | 69      | -1      | T61     | 68      | -2      | -3      | T53     | 68      | -2      | -5      | T51     | 68      | -2      | -4      | T47     |
| Wil Besseling       | =   | 1616 | 69      | -1      | T61     | 66      | -4      | -5      | T35     | 69      | -1      | -6      | T39     | 69      | -1      | -7      | T47     |
| Nicolas Colsaerts   | 95  | 214  | 69      | -1      | T61     | 65      | -5      | -6      | T19     | 72      | +2      | -4      | T56     | 69      | -1      | -5      | 56      |

| Leider |  | Toernooirecord |  | CTR = Challenge Tour Rankings |  | R2D = Race To Dubai |  | OWGR |  | MC = missed cut = cut gemist |

1912 ··· 1972 · 1973 · 1974 · 1975 · 1976 · 1977 · 1978 · 1979 · 1980 · 1981 · 1982 · 1983 · 1984 · 1985 · 1986 · 1987 · 1988 · 1989 · 1990 · 1991 · 1992 · 1993 · 1994 · 1995 · 1996 · 1997 · 1998 · 1999 · 2000 · 2001 · 2002 · 2003 · 2004 · 2005 · 2006 · 2007 · 2008 · 2009 · 2010 · 2011 · 2012 · 2013 · 2014 · 2015 · 2016 · 2017 · 2018 · 2019 · 2020